# Testlocatie Semipalatinsk

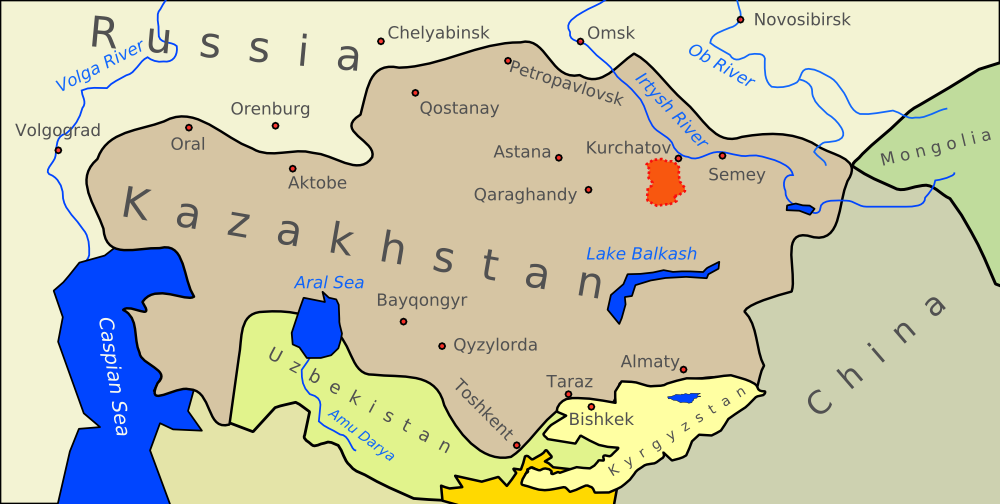
Locatie (oranje) binnen Kazachstan

De testlocatie Semipalatinsk (Russisch: Семипалатинский ядерный полигон; Semipalatinski jaderny poligon), vroeger Semipalatinsk-21; naar het postcodegebied van oblast Semipalatinsk waarbinnen het lag, was de belangrijkste testlocatie van de kernwapens van de Sovjet-Unie.

## Ligging en klimaat
De testlocatie was gevestigd op de steppe van het noordoosten van de Kazachse SSR, ten zuiden van de vallei van de rivier de Irtysj en had een oppervlakte van 18.000 km², iets kleiner dan bijvoorbeeld Israël of Slovenië. De steppe in dit deel van Kazachstan varieert in hoogte tussen de 100 en 300 meter met bergruggen tot 1200 meter. Door de continentale ligging kent het gebied grote temperatuurschommelingen; tussen 45 °C maximaal in de zomer en -50 °C minimaal in de winter, terwijl de jaarlijkse neerslag varieert tussen de 200 en 300 mm per jaar.
De wetenschappelijke gebouwen voor de nucleaire tests waren gevestigd op 150 kilometer ten westen van de stad Semipalatinsk (nu Semey) terwijl de meeste kernproeven plaatsvonden op verschillende locaties ten zuiden en westen daarvan.
Na de onafhankelijkheid van Kazachstan werd het bekend als het Nationaal Atoomcentrum van Kazachstan.

## Geschiedenis
De locatie werd in 1947 geselecteerd door Lavrenti Beria, het politieke hoofd van het atoomproject van de Sovjet-Unie. Hij beweerde dat het gebied "niet werd bewoond". Gevangenen uit de goelag werden ingezet om de primitieve testfaciliteiten te bouwen, waaronder het laboratoriumcomplex in de noordoostelijke hoek op de zuidelijke oever van de Irtysj. De eerste Sovjet-atoombom, operatie "Eerste Bliksem" (Первая молния) of RDS-1 ('Stali's raketmotor') werd uitgevoerd in 1949 vanaf een toren op de testlocatie Semipalatinsk, waarbij de fall-out verspreid raakte over nabijgelegen dorpen van Kazachse nomaden, die Beria had verzuimd te ontruimen. Hetzelfde gebied ("het experimentele veld", een gebied op ongeveer 60 kilometer ten westen van de stad Koertsjatov, werd gebruikt voor meer dan 100 achtereenvolgende bovengrondse wapentesten.
Later werden de kernproeven verplaatst naar het Tsjaganriviercomplex en het nabijgelegen Balapan in het oosten van de testlocatie (waaronder de plek van de Tsjaganproef, die het Tsjaganmeer deed ontstaan). Toen bovengrondse kernproeven verboden werden, werden de proeven verplaatst naar ondergrondse locaties bij Tsjagan, Morrzjik (in het westen) en naar het Degelen bergcomplex in het zuiden; een gebied rijk aan boorgaten en afwijkingen voor zowel subkritische als superkritische proeven. Na de sluiting van het werkkamp van Semipalatinsk, werden de verdere constructieactiviteiten verricht door het 217e bataljon, dat later ook het Kosmodroom Bajkonoer bouwde.
Tussen 1949 en de onderbreking van atoomproeven in 1989, werden 468 kernproeven uitgevoerd op de testlocatie Semipalatinsk, waaronder 346 ondergronds (via boorgaten en tunnels), 87 atmosferische en 26 bovengrondse (ofwel gedropt vanuit de lucht of vanaf een toren op het complex). De totale kracht hiervan is vergelijkbaar met ongeveer 2600 keer de atoombom die op Hiroshima werd geworpen. Het aantal is echter een schatting, omdat de Russische overheid niet alle gegevens heeft vrijgegeven.
Het laboratoriumcomplex werd hernoemd tot de stad Koertsjatov naar Igor Koertsjatov, de leider van het eerste atoomprogramma van de Sovjet-Unie. De testlocatie werd officieel gesloten op 29 augustus 1991.

## Buitenlandse belangstelling
Het complex stond tijdens de periode van de kernproeven sterk in de belangstelling bij het buitenland, met name de Verenigde Staten, vooral in de tijd dat de kernproeven nog bovengronds werden uitgevoerd. Verschillende U-2-spionagevliegtuigen vlogen over het gebied om de voorbereidingen en effecten van de kernproeven te kunnen meten, alvorens men overging op spionagesatellieten. Van de Defense Intelligence Agency van de VS werd gezegd dat men er overtuigd van was dat de Sovjets er een enorm straalwapenstation hadden gebouwd, wat echter niet waar was. Sommige bronnen beweerden zelfs dat de CIA experimenteerde met remote viewing, in de hoop details van activiteiten op het complex te kunnen achterhalen door gebruik te maken van psychische methoden.

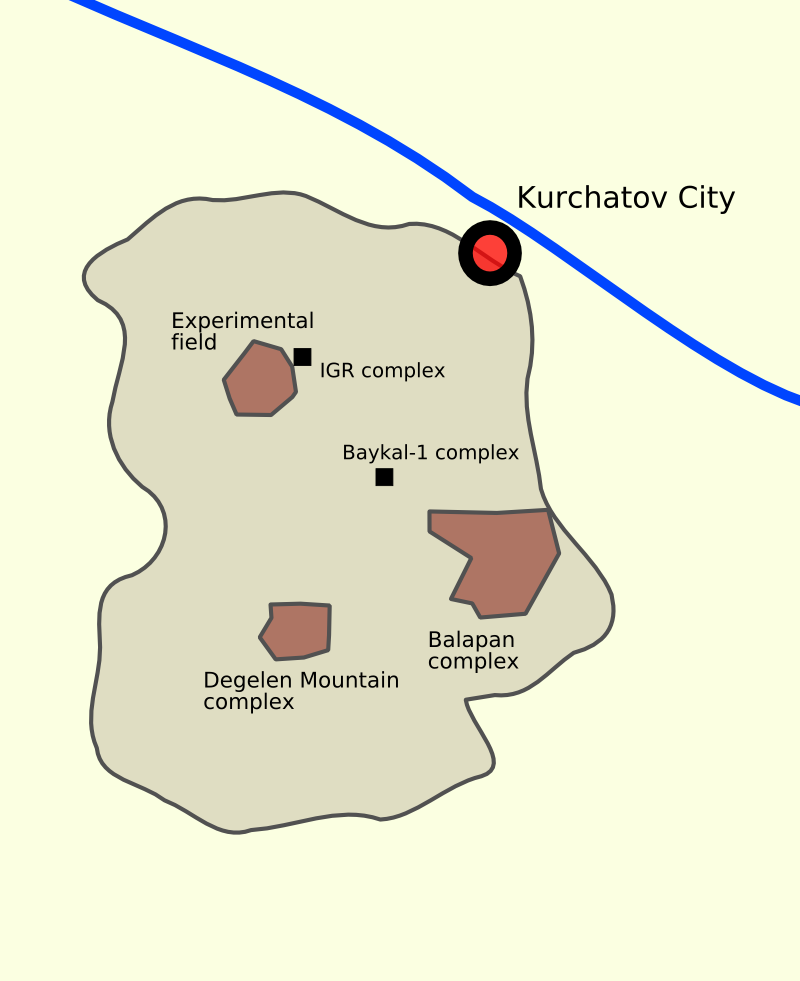
Plattegrond van het complex

## Het huidige complex
Semiplatinsk bevat ook drie van de vier kernreactoren van Kazachstan. In het IGR-complex staat een 50 megawatt grafietreactor. Het Bajkal-1-complex heeft er twee: een 60 megawatt water-gemodereerde reactor en een kleine zirkonium hydride gemodereerde onderzoeksreactor (die nu niet in gebruik is). De laboratoriumcomplexen bevatten ook twee cyclotronlaboratoria en twee deeltjesversnellers.
De testlocatie is nog steeds verboden gebied, maar is door zijn enorme omvang praktisch voor iedereen toegankelijk. De boorgaten en tunnels zijn echter opgeblazen en opgevuld of dichtgemaakt.
Het gebied wordt grotendeels gebruikt voor extensieve veeteelt door lokale bewoners, zoals paarden en geiten. In het zuidoostelijke gedeelte wordt ook steenkool gedolven middels dagbouw.

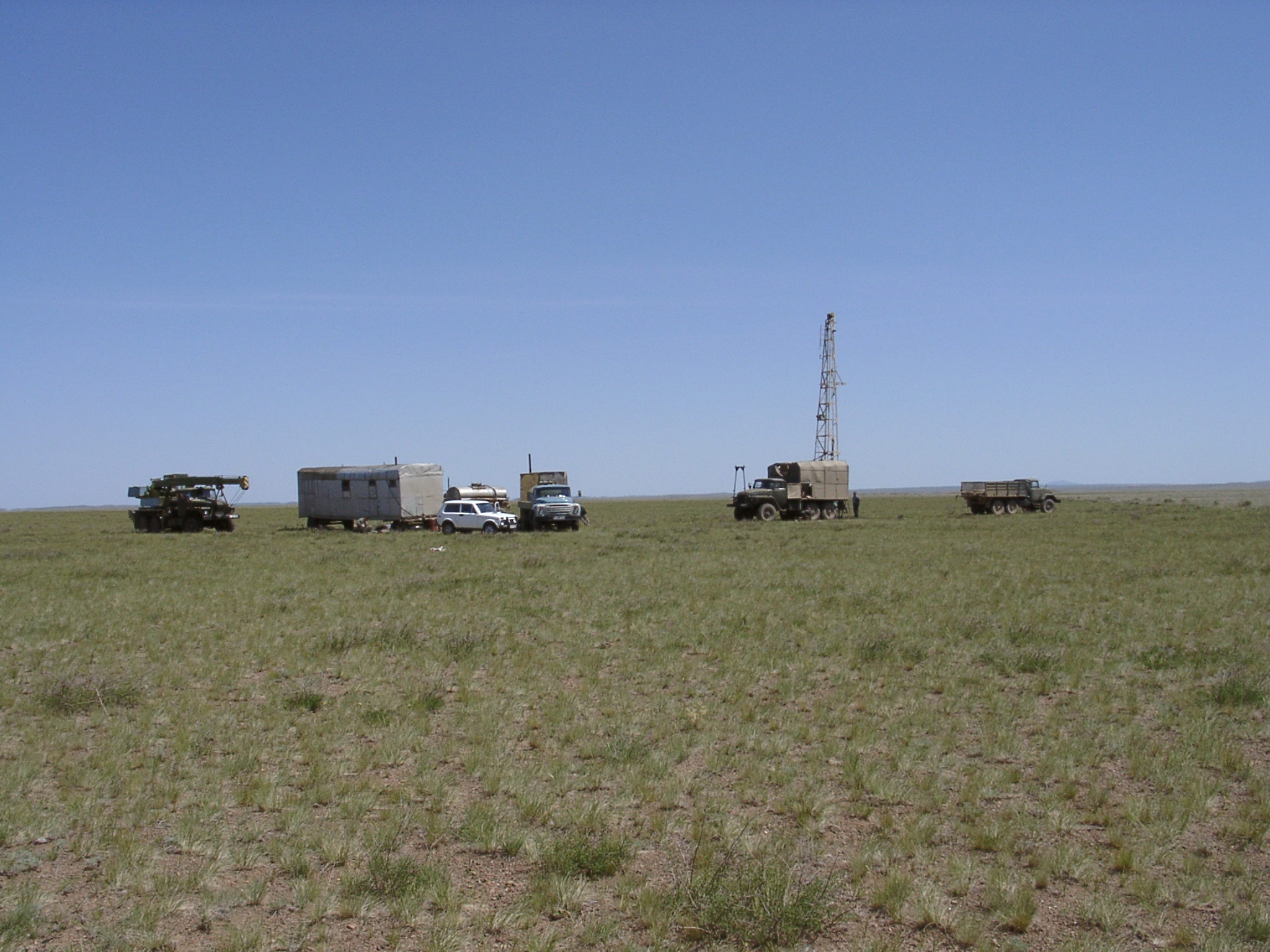
Boringen in het testgebied (2004)

## Problemen
Nergens werden zoveel kernproeven gedaan binnen 100 kilometer van een stad. De gevolgen waren en zijn rampzalig. Er stierven velen door de straling en rond de stad zijn ongeveer 1,2 miljoen mensen radioactief besmet geraakt. Net als bij de ramp met Tsjernobyl werd ook hier het DNA van de lokale bevolking aangetast en werden er veel misvormde kinderen geboren.
Dit werd niet alleen veroorzaakt door nalatigheid. De Sovjets wilden er namelijk achter komen wat de effecten waren van radioactiviteit op de bevolking en moedigden de bevolking aan om de paddenstoelen in de open lucht te komen bekijken na elke kernproef. Bovendien stelden ze hun proeven vaak uit tot er een wind stond in de richting van de stad, zodat de radioactieve wolken hierheen dreven. In Semey bevond zich een geheim militair instituut dat de medische dossiers bijhield van 20.000 inwoners van zwaar radioactieve nederzettingen. Men greep echter niet in, maar bestudeerde alleen de effecten van de radioactiviteit op de mensen. Critici werden bedreigd met de goelag. Veel testen mislukten en hadden soms desastreuze gevolgen. Toen in 1956 een waterstofbom van 1600 kiloton TNT-equivalent werd afgeworpen bij een verkeerde wind, dreef de radioactieve wolk tot over de grens met de Volksrepubliek China, waarna dit type bommen voortaan alleen nog werd getest op Nova Zembla. Er werden ook proeven uitgevoerd op soldaten; in 1954 werd een regiment van 45.000 soldaten kort na een ontploffing op oefening in het gebied gestuurd en 2 jaar later werden 272 parachutisten gedropt kort na een kernproef. Vrijwel allemaal stierven zij binnen enkele dagen.
De problemen leidden tot een aanpak door de Verenigde Naties en tot een sterke stelling van de Kazachse president Noersoeltan Nazarbajev tegen kernwapens. Hij heeft een sterk non-proliferatiebeleid en de instelling van een kernwapenvrije zone in Centraal-Azië vormt een van de speerpunten van zijn beleid.